# Lingue kordofaniane
Le lingue kordofaniane sono lingue niger-kordofaniane parlate in Sudan, nelle colline di Nuba nella regione del Kordofan.

## Classificazione
Nel 1963 furono accorpate alle lingue niger-kordofaniane da Joseph Greenberg. Le lingue kordofaniane non sono state definite tanto più distanti dalle altre lingue niger-kordofaniane di quanto non lo siano altri rami e ai giorni nostri vengono tradizionalmente riunite sotto il gruppo Niger-Congo e sono considerate una delle prime famiglie linguistiche ad essersi staccate insieme alle lingue mande. Il "tumtum" o lingue kadu veniva precedentemente riunito al kordofaniano, anche se oggi ne è formalmente escluso (dalle opere di Schadeberg nel 1981), ed è ampiamente considerato un membro della famiglia nilo-sahariana.
La famiglia kordofaniana si suddivide in quattro sottogruppi:
- Lingue heiban (chiamate anche koalib, koalib-moro):
  - lingua heiban (ebang) [codice ISO 639-3 hbn]
  - lingua ko [fuj]
  - lingua koalib (rere) [kib]
  - lingua laro [lro]
  - lingua logol [lof]
  - lingua moro [mor]
  - lingua otoro [otr]
  - lingua shwai (shirumba) [shw]
  - lingua tira (tiro) [tic]
  - lingua warnang [wrn]
- Lingue talodi (chiamate anche talodi-masakin, lafofa):
  - lingua acheron [acz]
  - lingua dagik (dengebu) [dec]
  - lingua El Amira
  - lingua lafofa [laf]
  - lingua lumun [lmd]
  - lingua nding [eli]
  - lingua ngile [jle]
  - lingua talodi (jomang) [tlo]
  - lingua tegem
  - lingua tocho [taz]
  - lingua torona [tqr]
- Lingue rashad (chiamate anche tegali-tagoi):
  - lingua moreb
  - lingua rashad
  - lingua tagoi [tag]
  - lingua tegali [ras]
  - lingua tingal -  il codice ISO 639-3 tie originariamente assegnato al tingal è stato ritirato per unione con la lingua tegali [ras] a maggio 2011[1]
  - lingua tukumm
  - lingua tumali
  - lingua turjuk
  - lingua turum
- Lingue katla:
  - lingua katla [kcr]
  - lingua tima [tms]

Etnicamente i parlanti si considerano parte della Nuba.